# Meteoriopsis auronitens
Meteoriopsis auronitens là một loài Rêu trong họ Meteoriaceae. Loài này được (Hornsch.) Broth. miêu tả khoa học đầu tiên năm 1906.